# 哥達 (明尼蘇達州)
哥達（英語：Gotha）是位於美國明尼蘇達州卡弗縣本頓鎮區及漢考克鎮區的一個非建制地區。

## 地理
哥達所處的海拔為高於海平面294米（即965英呎），而該地所採用的時區為UTC-6，即北美中部時區（CST）。同時該地設有夏令時間，為UTC-6調快一小時，即UTC-5（CDT）。